# Anton de Kom

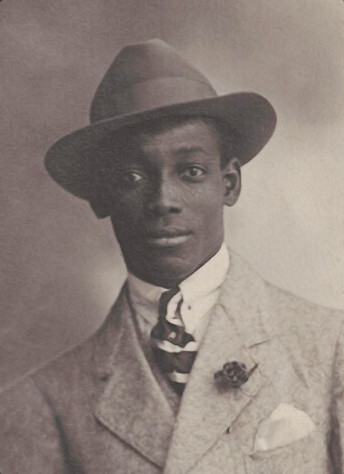
Anton de Kom

Cornelis Gerhard Anton de Kom (Paramaribo, 22 de febrero de 1898 – 24 de abril de 1945) fue un miembro de la resistencia durante la Segunda Guerra Mundial y activista anticolonial de Surinam.

## Biografía

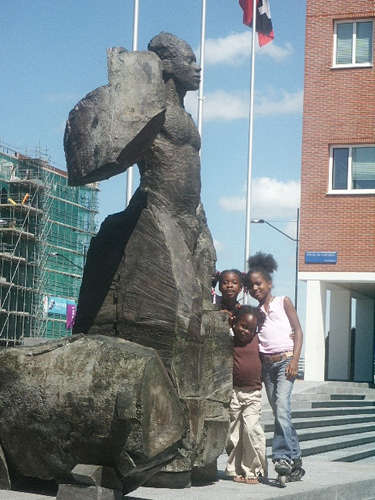
Monumento a Anton de Kom, esculpido por Jikke van Loon; ubicado en el sudeste de Ámsterdam

De Kom nació en Paramaribo, en aquel momento perteneciente de Surinam; era hijo de Adolf de Kom y Judith Jacoba Dulder; su padre nació bajo el yugo de la esclavitud. Tal como era usual, su nombre es la trasposición del nombre del dueño del esclavo, que era llamado Mok.
De Kom completó sus estudios primarios y secundarios, y obtuvo un grado en contabilidad; trabajó para la Balata Compagnieën Suriname en Guyana. El 29 de julio de 1920 renunció al puesto y se marchó a Haití donde se empleó en la Société Commerciale Hollandaise Transatlantique. En 1921 se trasladó a los Países Bajos; entró como voluntario durante un año en los «Húsares» un regimiento de caballería holandés. En 1922 comenzó a trabajar para una empresa de consultoría en La Haya. Al cabo de un año lo despidieron a causa de una reorganización. Luego se puso a trabajar como representante de ventas de café, té y tabaco para una empresa de La Haya, donde conoció a su esposa. Además de su trabajo, participaba en numerosas organizaciones de izquierda, incluidas organizaciones de estudiantes indonesios y «Links Richten» (Hacia la Izquierda).
El 20 de diciembre de 1932, De Kom y su familia partieron hacia la Guayana Neerlandesa, llegando el 4 de enero de 1933; a partir de ese momento fue vigilado de cerca por las autoridades coloniales. Fundó una empresa de consultoría que funcionaba en la casa de sus padres. El 1 de febrero fue arrestado mientras se dirigía a la casa del gobernador con un gran número de seguidores. El 3 y 4 de febrero sus seguidores se agruparon frente a la oficina del procurador general exigiendo que se liberara a De Kom. El 7 de febrero, una gran multitud se reunió en la plaza Oranjeplein, actualmente denominada Onafhankelijkheidsplein, pues había corrido el rumor que De Kom iba a ser liberado. Cuando la multitud se negó a despejar la plaza, la policía abrió fuego, matando a dos personas e hiriendo a otras 30.
El 10 de mayo, sin mediar juicio, De Kom fue enviado a los Países Bajos en calidad de exiliado de su país natal. Estaba desempleado y continuó escribiendo su libro, «Wij slaven van Suriname» (Nosotros, esclavos de Surinam), que fue publicado con censura en 1934. De Kom participó en manifestaciones por los desempleados, viajando al exterior con un grupo como bailarín de tap, y se inscribió para «Werkverschaffing» en 1939 (trabajo de apoyo para desempleados), un programa similar al WPA norteamericano. Dio charlas a grupos de izquierda, principalmente comunistas, sobre colonialismo y discriminación racial.
Tras la invasión alemana en 1940, De Kom entró en la resistencia holandesa, especialmente 
el partido comunista de La Haya. Escribió artículos para el periódico clandestino del partido comunista «De Vonk», principalmente sobre el terror impuesto por grupos fascistas en las calles de La Haya (gran parte del terror estaba dirigido a los judíos). El 7 de agosto de 1944, fue arrestado, detenido en el Hotel Oranje en Scheveningen y transferido al «Camp Vught», un campo de concentración neerlandés. A comienzos de septiembre de 1944, fue enviado a Oranienburg-Sachsenhausen, donde fue obligado a trabajar en la fábrica de aviones Heinkel. De Kom falleció el 24 de abril de 1945 por tuberculosis en el Camp Sandbostel cerca de Bremervörde (entre Bremen y Hamburgo), el cual era un campo satélite del Campo de concentración de Neuengamme. Fue sepultado en una fosa común. En 1960, se identificaron sus restos, que fueron trasladados a los Países Bajos y sepultados en el Cementerio de Honor en Loenen.

## Obras
- Anton de Kom: Wij slaven van Suriname (1934; edición sin censura 1971). Traducción al inglés: We Slaves of Surinam, 1987 (Editor: Palgrave Macmillan).